# Aurolzmünster
Aurolzmünster ist eine Marktgemeinde in Oberösterreich im Bezirk Ried im Innkreis im Innviertel mit 3210 Einwohnern (Stand 1. Jänner 2024). Die Gemeinde liegt im Gerichtsbezirk Ried im Innkreis.

## Geografie
Aurolzmünster liegt auf 407 m Höhe im Innviertel. Die Ausdehnung beträgt von Nord nach Süd 7,1 km, von West nach Ost 4,8 km. Die Gesamtfläche beträgt 15,96 km² 18,8 % der Fläche sind bewaldet, 68,1 % der Fläche sind landwirtschaftlich genutzt.
Vom Hausruck kommend durchfließt die Antiesen das Ortsgebiet an der östlichen Seite. Der Fluss brachte im Laufe der Zeit große Mengen an Schotter mit sich, die sich in der Folgezeit an den Niederungen ablagerten.

### Ortsteile
Das Gemeindegebiet umfasst folgende Ortschaften (in Klammern Einwohnerzahl Stand 1. Jänner 2024):
- Altenried (23)
- Aurolzmünster (1214)
- Danner (97)
- Edenbach (66) samt Thal
- Forchtenau (894)
- Haging (33)
- Hofing (29)
- Kochreith (31)
- Lauterbrunn (44)
- Maierhof (559) samt Maierhof-Siedlung
- Maria Aich (29)
- Schöndorf (14)
- Seyring (19)
- Weierfing (158) samt Maria Aich und Oberweierfing

### Nachbargemeinden
| Senftenbach | St. Martin                                  | Utzenaich    |
| Eitzing     | Kompassrose, die auf Nachbargemeinden zeigt | Andrichsfurt |
| Mehrnbach   | Ried                                        | Tumeltsham   |

### Geologie
Aurolzmünster liegt westlich der österreichischen Molassezone. Geologisch betrachtet gehört das Gemeindegebiet von Aurolzmünster zum Schlierhügelland des Alpenvorlandes. Die Entstehungszeit dieses Gebietes war im Jung- und Mitteltertiär.

## Geschichte

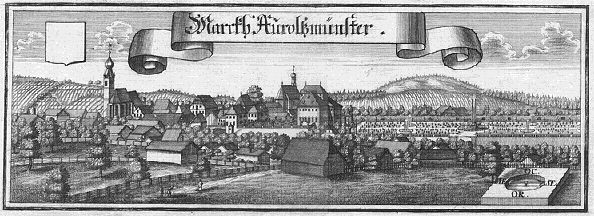
Markt Aurolzmünster nach einem Kupferstich von Michael Wening von (1721)

Im 8. Jahrhundert bewohnte ein Einsiedler namens Cotto die Zelle Antesna, die auf dem Boden des heutigen Marktes Aurolzmünster stand. Diese Zelle stiftete er mit 10 Huben in der Zeit von Herzog Tassilo III. (748–788) dem Benediktinerkloster Niederaltaich. Um 790 wird im Breviarius Urolfi diese Zelle als Urbesitz des Klosters Niederaltaich angeführt. Abt Urolf besiedelte das Kloster mit einigen Mönchen und ließ um 800 eine Kirche zu Ehren des hl. Mauritius erbauen. Durch die Ungarneinfälle (954) wurde das ursprüngliche Kloster zerstört.
Diese Niederlassung wurde zuerst Münster genannt. Um sie aber von anderen Mönchsniederlassungen zu unterscheiden, wurde der Name Urolf beigefügt. Aus dieser Wortzusammensetzung hat sich der heutige Name Aurolzmünster gebildet. Tatsächlich wird vor Ort im Dialekt nur Minsta gesprochen, was zeigt, wie lange sich der ursprüngliche Name erhalten hat.
Nach den Ungarnstürmen belehnte das Bistum Passau die Grafschaft Hals mit dem Sitz Aurolzmünster.
Die älteste urkundliche Erwähnung von Aurolzmünster ist von 1130, der Ort hieß damals noch Urolfismunstiure. Während der Herrschaft der Tannberger wurde Aurolzmünster zum Markt erhoben. Im Jahr 1406 scheint der Ort zum ersten Mal als Markt auf.
Während des Dreißigjährigen Krieges wütete auch die Pest in Aurolzmünster, in deren Folge die Bevölkerung stark dezimiert wurde. In diese Zeit von 1618 bis 1648 fällt auch die Erbauung der Sebastianikirche und des Pestfriedhofes samt Pestkapelle. Noch heute erinnert die restaurierte Pestkapelle auf dem Hunnenschlachtfeld an diese Zeit.
Seit Gründung des Herzogtums Bayern war der Ort bis 1779 bayrisch. Die Bevölkerung von Aurolzmünster gehörte ursprünglich zum Bistum Passau. Erst nach dem Frieden von Teschen kam die Gemeinde mit dem Innviertel (damals Innbaiern) zu Österreich. Während der Napoleonischen Kriege wurde Aurolzmünster wieder kurz bayrisch.
Ab 1816 kam der Ort zu Oberösterreich.
Nach Anschluss Österreichs an das Deutsche Reich am 13. März 1938 gehörte der Ort zum Gau Oberdonau. 1945 erfolgte die Wiederherstellung Oberösterreichs.

## Bevölkerung
Im Mittelalter und der frühen Neuzeit war Aurolzmünster nur ein kleiner Ort mit wenigen hundert Einwohnern. Die Bevölkerungszahl wuchs nur langsam und ging durch die zahlreichen Kriege, Seuchen und Hungersnöte immer wieder zurück. Erst durch den Beginn der Industrialisierung im 19. Jahrhundert beschleunigte sich das Bevölkerungswachstum. Lebten 1805 etwa 1.000 Menschen im Ort, so waren es 1869 bereits 1.628. Auch danach stieg die Bevölkerungszahl weiter. 1951 hatte Aurolzmünster 2.304 Einwohner.

### Bevölkerungsentwicklung
Die Bevölkerungszahl nahm von 1991 bis 2001 stark zu, da sowohl Geburtenbilanz als auch Wanderungsbilanz positiv waren. Von 2001 bis 2011 nahm die Abwanderung zu, durch die hohe Geburtenrate wuchs die Einwohnerzahl dennoch an.

### Altersstruktur
Aurolzmünster hatte nach der Probezählung vom 31. Oktober 2006 2.958 Einwohner, davon 17,4 % unter 15 Jahre. Die Altersgruppe von 15 bis 64 Jahren war mit 68,2 % deutlich höher als der Bundesdurchschnitt (61,6 %), die über 65-Jährigen waren mit 14,5 % vertreten. Im gesamten Markt lebten 152 Personen mit einer nicht-österreichischen Staatsangehörigkeit, was einem Ausländeranteil von etwa 5,1 % entspricht. Davon hatten mit 4,0 % den größten Anteil türkische Staatsbürger.

### Religion
Das Voralpenland wurde seit der Christianisierung jahrhundertelang historisch katholisch geprägt, daher ist die Römisch-katholische Kirche auch in Aurolzmünster stark vertreten. Nach der Volkszählung vom 15. Mai 2001 bekannten sich 84,9 % der Einwohner zum römisch-katholischen und nur 1,9 % zum evangelischen Glauben. Die zweitgrößte Glaubensgemeinschaft bildet der Islam mit 5,6 %. Als konfessionslos betrachten sich 4,7 %.
Neben diesen Glaubensgemeinschaften gibt es in Aurolzmünster eine Versammlung der Zeugen Jehovas mit ihrem Königreichssaal.

## Wirtschaft und Infrastruktur

### Verkehr
Aurolzmünster liegt an der Salzkammergutbahn. Am Bahnhof Aurolzmünster halten regelmäßig Regionalzüge in Richtung Schärding bzw. Attnang-Puchheim.

### Sozialeinrichtungen
Die Marienschwestern gründeten 1902 in Aurolzmünster einen Kindergarten, der bis 1939 bestand. 1945 wurde der Caritas-Kindergarten eröffnet. Am 5. August 1972 bekam der Kindergarten ein neues Gebäude und wurde 1999 nach einer Erweiterung und Renovierung auf vier Gruppen vergrößert. Seit 1985 gibt es in Aurolzmünster keine Marienschwestern mehr.

### Bildung
Eine Schule wurde in Aurolzmünster erstmals 1447 erwähnt; sie wurde 1617 bis 1694 und später immer wieder in verschiedenen Gebäuden eingerichtet. Erst 1898 wurde ein eigenes Lehrgebäude samt Lehrerwohnung in der Froschwiese errichtet und ein Jahr später als Kaiser-Franz-Josef-Jubiläums-Volksschule eingeweiht. 1967 wurde auf dem ehemaligen Gelände des herrschaftlichen Maierhofes ein neues Schulgebäude samt Turnhalle bezogen. Dieses Gebäude wurde 1972 der Hauptschule überlassen und so wurde in der Nähe der Bahnhaltestelle wieder ein neues Schulgebäude für die Volksschule gebaut und 1977 eröffnet.

### Öffentliche Einrichtungen
- Bibliothek
- beheiztes Freibad
- Kinderspielplatz

### Ansässige Unternehmen
Neben den mittelständischen Firmen wie Druckerei Estermann, Höfer Maschinen GmbH und Magma GmbH ist der Industriezweig von lufttechnischen Anlagen der Scheuch Gruppe ein wichtiger Träger der Wirtschaftsstruktur.

## Kultur und Sehenswürdigkeiten

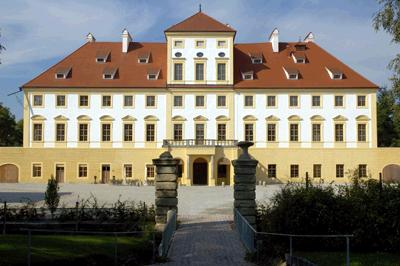
Schloss Aurolzmünster

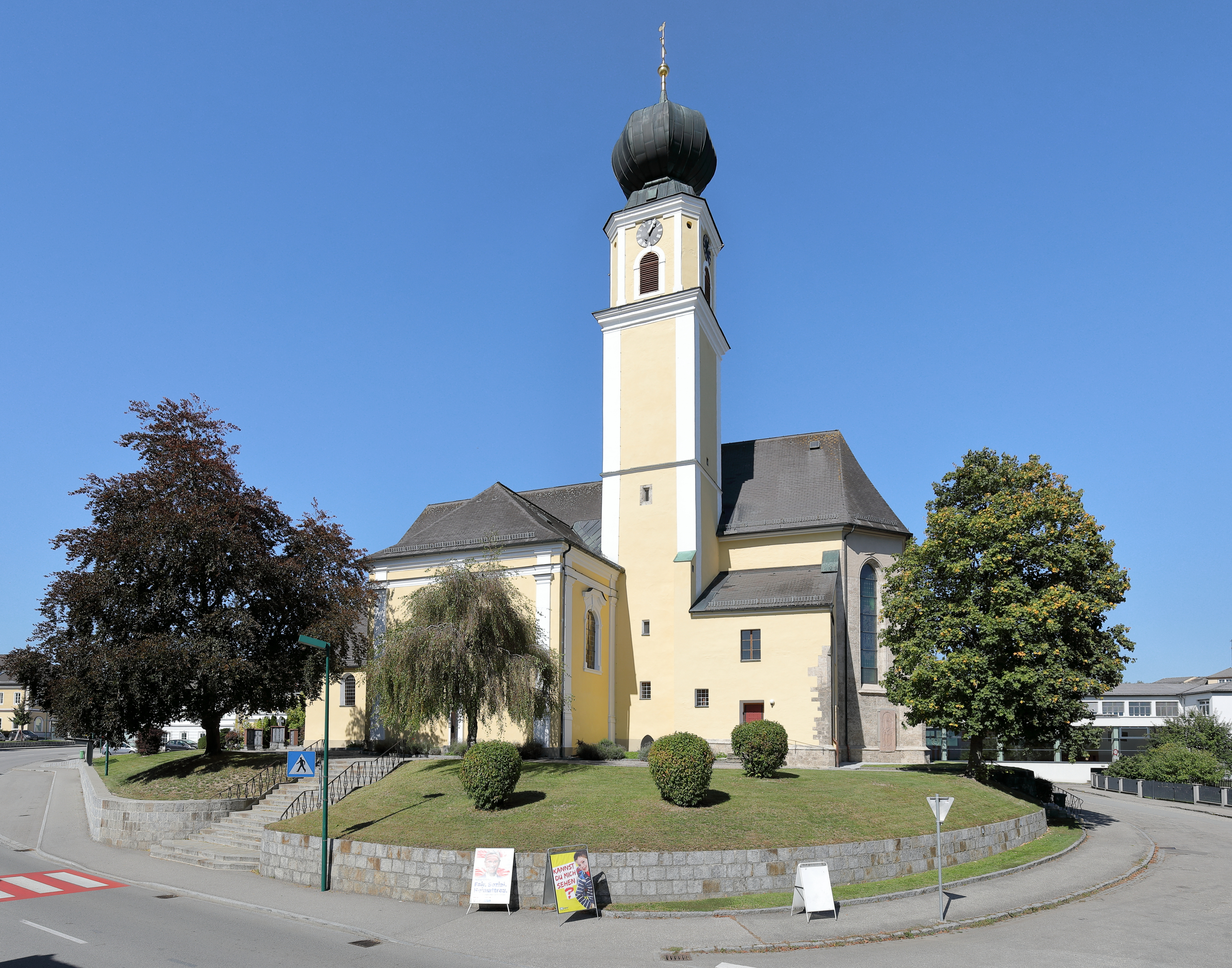
Pfarrkirche Aurolzmünster

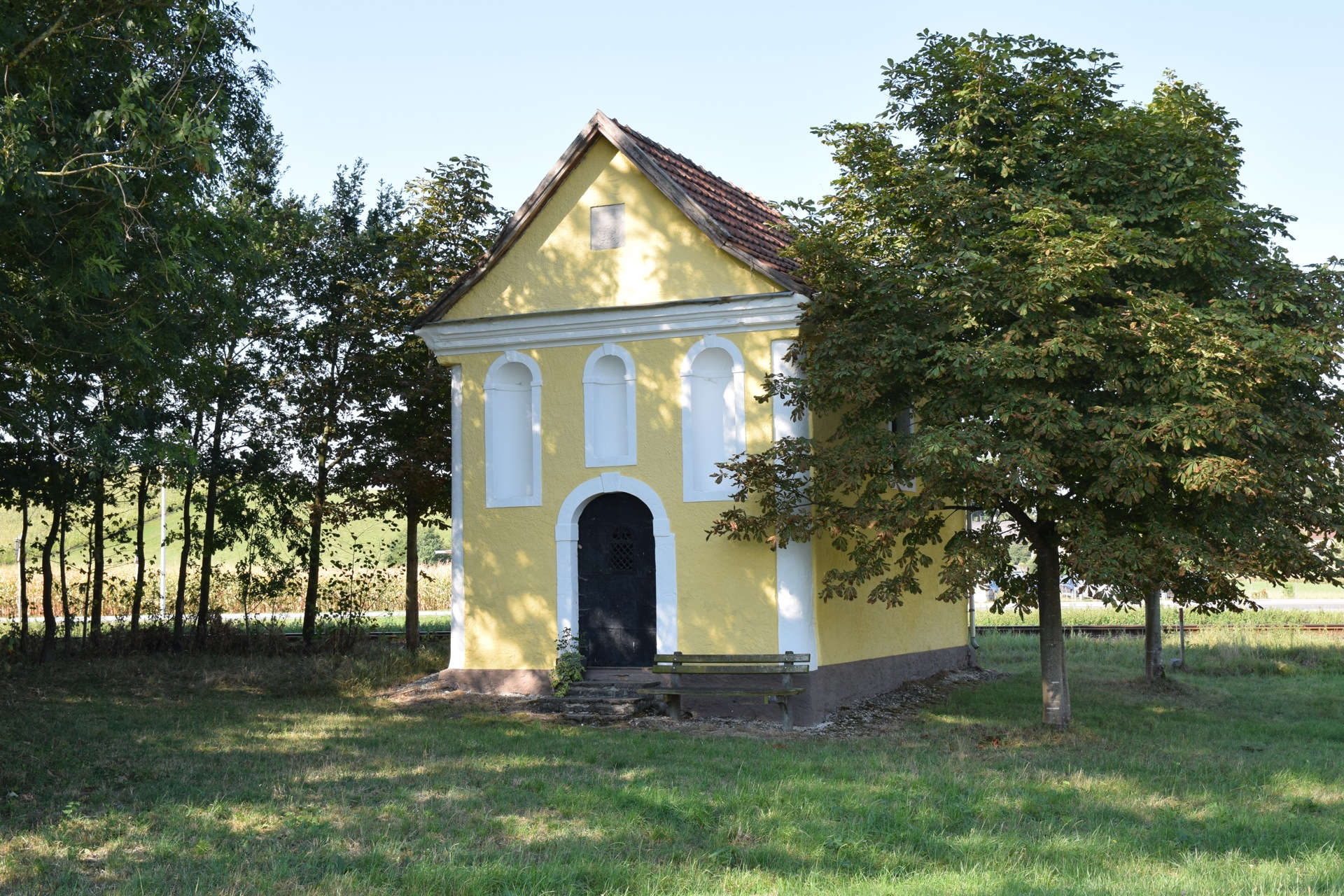
Kapelle Maria Aich

- Schloss Aurolzmünster: In der Mitte der Marktgemeinde liegt das Wasserschloss von Aurolzmünster, das auch „Innviertler Versailles“ genannt wird. Graf Ferdinand Franz Albrecht von der Wahl ließ das Schloss 1691–1711 erbauen. Es wurde vom Architekten Johann Kaspar Zucalli und von Antonio Riva fertiggestellt. Graf Ferdinand von der Wahl erlebte die Vollendung des Prachtbaues nicht mehr. Er starb im Jahre 1702. Nach mehrfachem Besitzerwechsel wurde es in den 1920er Jahren durch Anton Graf von Arco auf Valley vieler Kostbarkeiten beraubt. 1925 kaufte es der pensionierte Postmeister und Privatgelehrte Carl Schapeller, der an den beiden Seitenfronten von tiefen Wassergräben umschlossene Laboratorien baute.[7] Durch den ständigen Besitzerwechsel verfiel das Schloss allmählich zu einer Ruine. Durch aufwändige Renovierungsarbeiten (von 1997 bis 2005) erhielt das Schloss wieder seinen alten Glanz zurück. Eine Zwangsversteigerung um 1,34 Millionen Euro Ende September 2019 platzte, da kein Bieter erschien.
- Katholische Pfarrkirche Aurolzmünster hl. Mauritius: Die Pfarrkirche, ein einschiffiges, vierjochiges Langhaus, wurde im gotischen Stil erbaut, worauf das Presbyterium, das gotische Gewölbe, das Steinportal und die Türbeschläge noch hinweisen. Es wurde von Abt Urolf von Niederaltaich um 799 errichtet und wie der Sakralbau des Mutterklosters dem Hl. Mauritius geweiht. Der an der Südseite befindliche Turm trug vor dem Brand im Jahre 1672 ein Spitzdach, später einen Oktogonaufsatz und darüber eine einfache Kuppel. 1718 wurde der Zwiebelhelm aufgebracht. Die Barockisierung und die damit verbundene Umgestaltung der Kirche erfolgten von 1729 bis 1735. An Kunstgegenständen ist die Kirche mit einem Altarbild vom Südtiroler Michelangelo Unterberger (1695–1753) ausgestattet. Es zeigt den Hl. Mauritius, einen römischen Soldaten, der für seinen Glauben starb. Der Hochaltar und die figuralen und ornamentalen Stuccos stammen vom Stuckateur Josef Ignaz Holzinger. Bemerkenswert ist die Kreuzigungsgruppe am Tabernakel, die der berühmte Barockbildhauer Johann Franz Schwanthaler anfertigte. An der Decke des Saalraumes befinden sich Fresken von Georg Helminger und Leander Danegger. Im Chor sind der Hl. Mauritius mit einer Ansicht von Aurolzmünster und die Krönung Mariens, die Geburt Christi und die Schlüsselübergabe an Petrus dargestellt. In den Gewölbefeldern sind Szenen aus dem Leben Jesu zu sehen. 275 Jahre nach der Sanierung im barocken Stil begann eine dreijährige umfassende sachgerechte Innenrenovierung. 2011 wurden der Dachstuhl und das Gewölbe mit Eisenträgern versehen. 2012 erfolgte die Sanierung des Bodens und der Beleuchtung. Weiters wurden die Säulen und Fresken restauriert und die wertvollen Buntglasfenster verstärkt. Die Renovierungskosten beliefen sich auf mehr als 1,3 Mio. Euro.
- Marktbrunnen: Am Marktplatz thront der Marktbrunnen, der um 1700 erbaut wurde. Nachdem die Figuren einen Sturz 1966 nicht überstanden, wurden sie 1981 nach dem alten Vorbild wiederhergestellt.
- Kapelle Maria Aich: Im Gemeindegebiet gibt es eine Vielzahl an Bildstöcken und Kapellen. Maria Aich ist die älteste und wohl interessanteste Kapelle in der Pfarre Aurolzmünster, um die sich auch einige Sagen ranken. Die Kapelle wurde im Jahre 1744 vom österreichischen Grafen Paul Karl III. Engelbert Graf von Pálffy, k.k. General, um eine alte hohle Eiche errichtet. Warum der General gerade hier an der Straße von Ried nach Schärding eine Kapelle erbaute, dürfte in dem Unfall begründet sein, den er an dieser Stelle erlitten hatte. Nach einer Erzählung wurde er von seinem scheu gewordenen Pferd abgeworfen und geschleift. Zum Dank an seine Rettung ließ er diese Kapelle errichten.

### Sport und Freizeit
In und um Aurolzmünster gibt es ein umfassendes Radwanderwegenetz in einem überwiegend flachen bis leicht hügeligen Gelände. Der Antiesenradweg führt im Ortsteil Maierhof direkt am Markt vorbei und bietet attraktive ausgedehnte Radtouren zum Innradweg oder Römerradweg.

### Musikkapelle
Die Marktmusikkapelle Aurolzmünster wurde 1852 gegründet. 1930 wurde in Aurolzmünster ein Musikertreffen mit Aufmarsch, Gesamtspiel und Einzelspiel abgehalten, es war das erste Musikfest im Ort. Vereinssitz und Proberaum befinden sich im Schloss.

### Reitverein
Der 1998 gegründete Reitverein Aurolzmünster ist Mitglied des Oberösterreichischen Pferdesportverbandes (OOEPS) und hat sein Domizil in Weierfing. Der Verein ist auch als Reitschule in der Spring- und Dressurausbildung tätig. Die Reitanlage verfügt über eine Reithalle und großzügige Außenplätze, auf denen jährlich Spring-, Dressurturniere sowie Reiterpass- und Lizenzprüfungen abgehalten werden.

### Pondera
2003 wurde der Verein Pondera in Aurolzmünster gegründet und bietet mit heilpädagogischen Voltigieren und Behindertenreiten zwei besondere Therapieformen für beeinträchtigte Menschen an.

### Turnverein
Der ÖTB Aurolzmünster ist gegenüber dem Schloss in der Hauptschule. Der Turnverein ist seit 1910 aktiv und nimmt auch regelmäßig bei Turnieren teil (z. B.: ÖTB-Turnliga, ÖTB-Bezirks/Landes/Staatsmeisterschaften).

### Fußballverein
Der örtliche Fußballverein ist der TSV Aurolzmünster und spielt aktuell in der 1. Klasse Süd-West.

## Politik

### Gemeinderat
Der Gemeinderat hat 25 Mitglieder.

Das Gemeindeamt befindet sich im Schloss

- Mit den Gemeinderats- und Bürgermeisterwahlen in Oberösterreich 2003 hatte der Gemeinderat folgende Verteilung: 11 SPÖ, 9 ÖVP und 5 FPÖ.[9]
- Mit den Gemeinderats- und Bürgermeisterwahlen in Oberösterreich 2009 hatte der Gemeinderat folgende Verteilung: 9 ÖVP, 9 SPÖ und 7 FPÖ.[10]
- Mit den Gemeinderats- und Bürgermeisterwahlen in Oberösterreich 2015 hatte der Gemeinderat folgende Verteilung: 10 FPÖ, 9 SPÖ und 6 ÖVP.[11]
- Mit den Gemeinderats- und Bürgermeisterwahlen in Oberösterreich 2021 hat der Gemeinderat folgende Verteilung: 9 ÖVP, 8 FPÖ, 6 SPÖ und 2 MFG.[12]

### Bürgermeister
Bürgermeister seit 1855 waren:
- 1855–1858 Johann Zeiler
- 1858–1861 Paul Schmierer
- 1861–1867 Franz Dasch (Dosch)
- 1867–1870 Josef (August) Weibold
- 1870–1873 Johann Wiesinger
- 1873–1876 Franz Dasch (Dosch)
- 1876–1885 Paul Palmstorfer
- 1885–1894 Martin Binder
- 1894–1897 Christian Wiesinger
- 1897–1903 Johann Hofinger
- 1903–1906 Martin Tiefenthaler
- 1906–1909 Johann Zweimüller
- 1909–1912 Martin Tiefenthaller
- 1912–1919 Johann Hochegger
- 1919–1924 Johann Kettl
- 1924–1929 Martin Bortenschläger
- 1929–1942 Johann Hochegger
- 1942–1945 Karl Hörmandinger
- 1945–1946 Peter Baumann
- 1946–1949 Josef Schrattenecker
- 1949–1961 Franz Gruber
- 1961–1979 Josef Ebner
- 1979–1991 Karl Hackl
- 1991–1996 Josef Fuchs
- 1996–2021 Walter Schneiderbauer
- seit 2021 Peter Kettl

### Wappen
| Wappen von Aurolzmünster | Blasonierung: „Gespalten von Silber und Blau, rechts zwei rote Sparren übereinander, die sich aus je zwei roten Balkenstücken erheben; links zwei silberne schräg gekreuzte Streitkolben mit je zwei Köpfen.“ |
| Wappen von Aurolzmünster | Wappenbegründung: Kombination aus Emblemen einstiger Inhaber der Hofmark Aurolzmünster: vorne der verdoppelte Sparrenbalken aus einem Wappen der Tannberger, die 300 Jahre lang den Lehensbesitz innehatten und schon früh das Marktrecht für Aurolzmünster erwerben konnten; hinten die verschränkten Doppelpusikane aus dem Geschlechtswappen der bayerischen Grafen von der Wahl, die von 1676 bis zu ihrem Aussterben im Mannesstamm (1797) Herren von Aurolzmünster waren und deren Ferdinand Franz Xaver in den Jahren 1691 bis 1711 die heutige Schlossanlage errichten ließ. Mit der Wappenverleihung durch die Landesregierung wurde das vorher geführte, nur im Siegelgebrauch überlieferte Buchstaben-Wappen durch eine heraldisch einwandfreie, historisch begründete Lösung ersetzt. |

Die Gemeindefarben sind Weiß-Rot-Weiß-Blau. Sie deuten gegensätzlich auf die heutige sowie die einstige Zugehörigkeit des Marktes zu Oberösterreich bzw. vor 1779 zu Bayern.

## Persönlichkeiten

### Söhne und Töchter der Gemeinde
- Johann Georg Schwanthaler (1740–1810), Bildhauer
- Martin Kreutzhuber (1775–1854), Handwerksmeister und Weltreisender
- Joseph Alois Moshamer (1800–1878), österreichischer Schriftsteller, Lehrer und Beamter
- Karl Schappeller (1875–1947), vorgeblicher Erfinder
- Franz Xaver Wirth (1907–1992), Bildhauer
- Wilhelm Bortenschlager (1911–2000), Literaturwissenschaftler
- Heinz Barta (* 1944), Rechtswissenschaftler und Hochschullehrer
- Alexander Diess (* 1971), Skispringer, Skisprungtrainer

### Mit der Gemeinde verbundene Persönlichkeiten
- Georg Fisslthaler (1786–1845), Gerichtsbediensteter, Verwalter
- Sixtus von Tannberg († 14. Juli 1495), Bischof von Gurk 1470–1474, Fürstbischof von Freising 1474–1495